# Хамилтонијан
Хамилтонијан у физици је функција или оператор, у зависности од тога да ли се користи у контексту класичне или квантне механике, који је од централног значаја за опис временске еволуције у физици.
Хамилтонијан је у физику уведен када је увиђено да је Њутнове законе кретања лакше представити преко неке одржане величине у том кретању. Једна од често одржаних величина при кретању је енергија. Хамилтонијан је функција која има значење енергије. Хамилтонијан {\displaystyle H(q_{i},p_{i},t)} изражава се преко генералисаних координата ({\displaystyle q_{i}}), генералисаних импулса ({\displaystyle p_{i}}) и времена ({\displaystyle t}). 
Хамилтонов формализам преко Хамилтонијана користи се у великом броју области у физици у проблемима при којима је дисипација занемарљива, као што су квантна механика, електромагнетизам, статистичка механика, квантна теорија поља, итд.

## Хамилтонов формализам
Механичко кретање честица се може објаснити коришћењем Њутнових закона и решавањем диференцијалних једначина које укључују све силе које се налазе у систему, добијају се закони кретања тела. Некад је проблеме кретања немогуће решити аналитички, али Њутнов приступ решавању увек даје барем нумеричко решење за проблеме кретања тела. Њутнов приступ се и данас се користи у многим применама, као у инжењерству, машинству, итд.
Током 18-ог и 19-ог века, Ојлер, Лагранж, Хамилтон, Јакоби и многи други су Њутнове законе представили на други начин, без разматрања сила, а посматрањем физичких величина које се одржавају у кретању (тзв. константе кретања). Хамилтонијан је у физику уведен 1833. године као функција генералисаних координата ({\displaystyle q_{i}}), генералисаних импулса ({\displaystyle p_{i}}) и времена ({\displaystyle t}) која има значење енергије. Слично је Лагранжијан уведен 1788. године као функција генералисаних координата ({\displaystyle q_{i}}), генералисаних брзина ({\displaystyle {\dot {q}}_{i}}) и времена ({\displaystyle t}).
Предност Лагранжевог формализма у односу на Њутнов формализам је што разматрајући симетрије које већ постоје у систему (разматрањем константи кретања), једначине кретања у њима имају једноставнији облик. Облик једначина кретања у новим формализмима је посебно једноставнији у системима у којима постоје ограничења на положаје и брзине. Данашња класична теоријска механика је формулисана у Лагранжевом и Хамилтоновом формализму. Хамилтонов и Лагранжев формализам су еквивалентни у смислу да постоји трансформација (Лежандрова трансформација) помоћу које се прелази из једног у други.
Посебни значај Хамилтоновог формализма и разлог зашто се и додатно и он користи у класичној механици (иако је еквивалентан са Лагранжевим формализмом у којем и саме једначине кретања имају једноставнији облик од облика у Хамилтоновом формализму), лежи у томе што се овим приступом може формулисати квантна механика. Тиме се при формулацији и разумевању квантне механике може направити аналогија са класичном механиком.

## Хамилтонијан у класичној физици
У класичној физици Хамилтонијан је дефинисан као Лежандрова трансформација Лагранжијана. Како је Лагранжијан {\displaystyle L(q_{i},{\dot {q}}_{i},t)} функција генералисаних координата ({\displaystyle q_{i}}), генералисаних брзина ({\displaystyle {\dot {q}}_{i}}) и времена ({\displaystyle t}), у ситуацији у којој је погодније користити генералисане импулсе ({\displaystyle p_{i}}) уместо брзина, потребно је задатак преформулисати преко нових променљивих. Трансформација којом се зависност од генералисаних брзина смењује зависношћу од генералисаних импулса је Лежандрова трансформација. Хамилтонијан се дефинише као:
{\displaystyle H(q_{i},p_{i},t)=\sum _{k=1}^{n}p_{k}{\dot {q}}_{k}-L(q_{i},{\dot {q}}_{i},t)}
, где {\displaystyle i=1...n}, n је број степени слободе система, {\displaystyle L(q_{i},{\dot {q}}_{i},t)} Лагранжијан система, а {\displaystyle q_{i},{\dot {q}}_{i},p_{i},t} генералисане координате, генералисане брзине, генералисани импулси и време. Веза између генералисаних координата и генералисаних импулса се добија из система једначина:
{\displaystyle p_{i}={\frac {\partial L}{\partial {\dot {q}}_{i}}}}
, где је {\displaystyle p_{i}(q_{i},{\dot {q}}_{i},t)}
У случају када је кинетичка енергија система хомогена квадратна функција генералисаних брзина, Хамилтонијан је једнак укупној енергији система. Ово је чест случај и Хамилтонијан се често поистовећује са укупном енергијом система.

### Хамилтонове једначине
Хамилтонове или канонске једначине кретања су једначине кретања изражене у Хамилтовом формализму:
{\displaystyle {\dot {q}}_{i}={\frac {\partial H}{\partial p_{i}}}}
{\displaystyle {\dot {p}}_{i}=-{\frac {\partial H}{\partial q_{i}}}+Q_{i}^{nepot}}
{\displaystyle {\frac {\partial L}{\partial t}}=-{\frac {\partial H}{\partial t}}}
, где {\displaystyle Q_{i}^{nepot}} представља непотенцијалне генералисане силе. Ове једначине пружају неколико погодности, међу којима су да импулси и координате фигуришу симетрично у једначинама и да су једначине диференцијалне једначине првог реда, за разлику од диференцијалних једначина другог реда у Њутновом формализму. Од {\displaystyle n} једначина другог реда у Њутновом и Лагранжевом формализму, добијају се {\displaystyle 2n} једначина првог реда у Хамилтоновом формализму. Да би се Хамилтонове једначине решиле, потребно је знати {\displaystyle 2n} почетних услова.
{\displaystyle p_{i}(t=0)=p_{0i},\quad q_{i}(t=0)=q_{0i}}

## Хамилтонијан у квантној механици
У квантној механици хамилтонијан је хермитски оператор и придружен је опсервабли енергије. Временску еволуцију квантног система диктира хамилтонијан преко Шредингерове једначине
{\displaystyle i\hbar {\frac {\partial |\psi \rangle }{\partial t}}={\hat {H}}|\psi \rangle }
, где је {\displaystyle {\hat {H}}} хамилтонијан, а{\displaystyle |\psi \rangle } стање система.
Како хамилтонијан представља енергију, његове својствене вредности представљају могуће енергије које систем може да поседује. Свака опсервабла чији оператор комутира са хамилтонијаном представља одржану величину.